# Parti del discorso
Le parole di una lingua vengono suddivise secondo vari aspetti in parti del discorso (dette anche  classi lessicali o categorie lessicali). I criteri della suddivisione delle parti del discorso sono specifici per le singole lingue, quindi non universali. Anche all'interno delle singole lingue le suddivisioni in parti del discorso variano a seconda del numero di parti del discorso richieste e secondo la loro definizione.
Secondo la loro funzione all'interno di una frase, le parole appartengono a specifiche categorie sintattiche. Gli aggettivi in tedesco, per esempio, si trovano prima del sostantivo di riferimento e dopo l'articolo. La morfologia distingue le parole dal punto di vista della possibilità di flessione: i verbi italiani, per esempio, assumono forme modali finite e indefinite congiunte a forme temporali al passato, al presente e al futuro. Il criterio morfologico vale naturalmente per le cosiddette lingue flessive, come l'italiano, il tedesco, il sanscrito o il latino. In inglese la questione si fa problematica, mentre per il cinese, che è una lingua isolante, questo criterio non è applicabile.
Più universali sono le disposizioni funzionali, che recentemente sono state formulate, come nella teoria dei campi dello psicolinguista Karl Bühler, che divide gli indici ("io", "qui", "adesso" ecc.) dai simboli linguistici ("veloce", "donna", "costruire"). Questo approccio è stato ampliato nella pragmatica funzionale.

## Classificazione
La classificazione delle parti del discorso è contestata. Per questo ci sono ad esempio la teoria delle dieci parti del discorso della grammatica tradizionale, che risalgono all'antichità (Dionisio Trace) e la teoria delle cinque parti del discorso di Hans Glinz. Una classificazione più recente l'hanno proposta Zifonun/Hoffmann/Strecker, utilizzando criteri formali e funzionali.
Nelle varie lingue, le parti del discorso possono essere presenti o mancare. La classificazione che segue vale per l'italiano e altre lingue simili. A partire dalla tradizione greca e latina si distinguono nove parti del discorso: nome, aggettivo, articolo, pronome, verbo (generalmente variabili), preposizione, congiunzione, avverbio, interiezione (generalmente invariabili). Queste categorie si applicano bene alle lingue indoeuropee, così come a quelle semitiche e ugrofinniche, ma con qualche difficoltà ad altre famiglie linguistiche: il tibetano, ad esempio, non ha alcuna distinzione fra nome e verbo, e in compenso presenta una serie di particelle con funzione sintattica del tutto sconosciute all'italiano.

### Teoria delle nove parti del discorso secondo la grammatica tradizionale

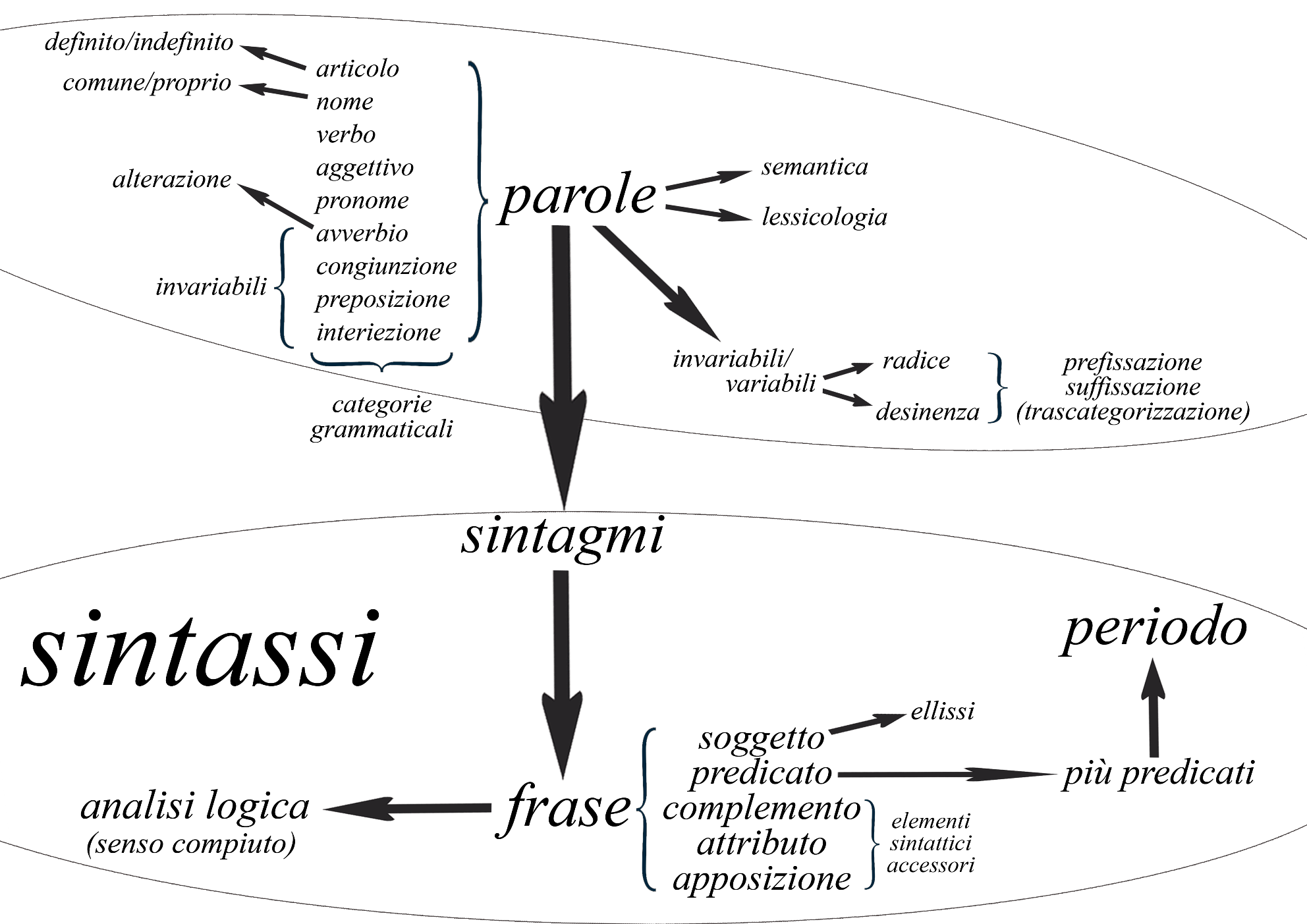
Schema sinottico con elementi di analisi logica e grammaticale della lingua italiana. Le parole della lingua italiana vengono distinte in parti del discorso secondo uno schema articolato dalla grammatica antica greca e poi romana. Le parole vengono distinte in variabili (cioè soggette a flessione) e invariabili (tra queste, gli avverbi sono soggetti ad alterazione). Le parole variabili sono spesso divisibili in due parti (la radice e la desinenza, la prima tema invariabile comune ad una famiglia lessicale, la seconda elemento contenente un'informazione grammaticale), ma in alcuni casi tali parti sono concepibili solo come morfemi. La frase (l'unità minima di comunicazione di senso compiuto) è divisibile in sintagmi, unità minime di combinazione sintattica associate alle categorie grammaticali. L'analisi grammaticale ha per oggetto le parole, l'analisi logica individua le categorie sintattiche che costituiscono la frase. Un periodo è una frase complessa, in cui si presentano due o più predicati.

La grammatica italiana distingue tradizionalmente le seguenti parti del discorso, che si distinguono in variabili, se possono variare, e in invariabili, se non possono variare forma né struttura:
Parti del discorso variabili
- Nome o sostantivo (comune, proprio): giardino, case, Marco, Adele
  - sostantivo concreto (oggetto percepibile con i sensi e con la mente).
  - sostantivo astratto (oggetto percepibile solo con la mente)
- Aggettivo: rosso, gialla, belli, alte:
  - aggettivo qualificativo
  - aggettivo possessivo
  - aggettivo indefinito
  - aggettivo dimostrativo
  - aggettivo interrogativo ed esclamativo
  - aggettivo numerale[1]: uno, due, primo, secondo, doppio, triplo
    - numerale cardinale (o numerale fondamentale)
    - numerale ordinale
    - numero frazionario
- Articolo
  - articolo determinativo: il, lo, la, i, gli, le
  - articolo indeterminativo: uno, una, un, un'
  - articolo partitivo: del, dello, dei, degli, della, delle
- Pronome: io, tu, egli, ella, esso; tuo, mio
  - pronome personale
  - pronome relativo
  - pronome possessivo
  - pronome dimostrativo
  - pronome interrogativo
  - pronome indefinito
  - pronome qualificativo
  - pronome numerale
- Verbo (Tempo, Azione): ridere, correre, amare
  - finito (coniugato) o indefinito (non coniugato)
  - utilizzabile in otto tempi diversi
  - diatesi (attivo, passivo)
  - genere (transitivo, intransitivo)
  - Indicativo, Condizionale, Congiuntivo o Imperativo

Parti del discorso invariabili
- Avverbio (circostanziale): qui, qua, lì, là, oggi, perciò, per questo
  - avverbio di luogo
  - avverbio di tempo
  - avverbio di modo
  - avverbio di causa
  - avverbio interrogativo
- Preposizione (o parola di riferimento): di, a, da, in, con, su, per, tra, fra
  - non è difficile definire la differenza tra avverbio e preposizione
- Congiunzione: e, poiché
  - coordinanti (paratattiche)
  - subordinanti (ipotattiche)
- Interiezione (o esclamazione): Oh!

Dal punto di vista flessivo vi sono parole variabili (definite anche declinabili) e parole non variabili (indeclinabili).
La flessione morfologica viene chiamata:
- declinazione nel caso di sostantivi e di parti qualificative (casa, case; buono, buoni, buona, buone; in latino: rosa, rosae, rosae, rosam, rosa, rosa; rosae, rosarum, rosis, rosas, rosae, rosis);
- coniugazione nel caso di verbi (mangio, mangi, mangia, mangiamo, mangiate, mangiano; mangiai, mangiasti, mangiò, mangiammo, mangiaste, mangiarono).

Gli aggettivi possono essere dotati di forma comparativa (Gradi dell'aggettivo e comparazione).
La teoria delle nove parti del discorso deriva fondamentalmente dalla grammatica latina (ma in latino le parti del discorso erano otto: mancava l'articolo; aggettivi, e di conseguenza numerali, erano considerati come un tipo di nomi; il participio era considerato una parte del discorso indipendente). Essa è stata applicata per molto tempo con successo e viene anche oggi insegnata in molte scuole. Non risolve tuttavia alcune fondamentali proprietà di sistemi di classificazione.

### Teoria delle cinque parti del discorso secondo Hans Glinz
Nella classificazione delle cinque parti del discorso la classificazione si basa su criteri formali.
Si suddividono cinque parti del discorso principali secondo criteri morfologici:
privo di flessione → Particelle
dotato di flessione
declinabile
con genere fisso → Nome (o sostantivo)
senza genere fisso
non comparabile, una serie flessiva → Pronome
comparabile, due serie flessive → Aggettivo
coniugabile → Verbo
Le particelle possono essere suddivise in quattro sottogruppi secondo il loro atteggiamento sintattico:
1. Le preposizioni stabiliscono il caso dei gruppi nominali nei quali sono presenti.
2. Le congiunzioni, si suddividono ulteriormente in congiunzioni coordinanti, che uniscono tra loro unità dello stesso valore, e congiunzioni subordinanti, che introducono proposizioni secondarie.
3. Le interiezioni si trovano al di fuori del campo della frase.
4. Gli avverbi costituiscono il gruppo rimanente.

Gli avverbi dal canto loro possono essere anche suddivisi ulteriormente, e cioè in avverbi locali (dove?), avverbi temporali (quando?), avverbi modali (come?), avverbi causali (perché?), avverbi interrogativi (avverbi di domanda) e avverbi pronominali (ad esempio gli avverbi tedeschi daher, davon, dabei).
Alcuni esempi:
- preposizioni: su, con, a, per, presso, attraverso...
- congiunzioni coordinanti: e, ma, bensì, quindi, cioè, perciò, ...
- congiunzioni subordinanti: come se, che, quando, poiché, sebbene, da quando, ...
- interiezioni: Ahia!, sì, No!, prego, ciao...
- avverbi: sotto, spesso, molto, bene, così, perché, perciò...

I pronomi vengono suddivisi secondo la teoria delle cinque parti del discorso in dieci sottocategorie, che nella teoria classica delle parti del discorso vengono unite ad altre tre parti del discorso (articolo, numerale, pronomi): articolo definito (il, lo, la, i, gli, le), articolo indefinito (un, uno, una, un´), un pronome riflessivo definito, un pronome relativo, un pronome possessivo, un pronome dimostrativo, un pronome indefinto (a cui appartengono anche i contatori indefiniti: alcuni, pochi, molti), pronomi interrogativi.
Nella definizione delle parti del discorso si definiscono i lessemi e non le forme nominali.
La teoria delle cinque parti del discorso sta prendendo sempre più piede nelle scuole elementari svizzere.